# Calcio Monza 2000-2001
Questa pagina raccoglie le informazioni riguardanti il Calcio Monza nelle competizioni ufficiali della stagione 2000-2001.

## Stagione
Nella stagione 2000-2001 il Monza disputa il campionato di Serie B, raccoglie 31 punti con il diciottesimo posto di classifica, retrocedendo in Serie C1. La stagione brianzola è iniziata con la conferma dell'allenatore Roberto Antonelli, ma è stata una stagione difficile, iniziata subito male con l'eliminazione dal turno preliminare in Coppa Italia, e anche in campionato il Monza ha sostato quasi sempre nei bassifondi della classifica, ha chiuso in ultima posizione con 11 punti il girone di andata. Tra dicembre e gennaio mette insieme sei sconfitte consecutive, che minano l'ambiente brianzolo. Per il girone di ritorno si cambia il tecnico, passando alla guida di Gaetano Salvemini, il quale è riuscito a raccogliere qualche punto in più, venti, rispetto agli undici del predecessore, senza però farcela a rientrare nel vivo della lotta per riuscire a mantenere la categoria. I migliori realizzatori brianzoli per questa stagione, sono stati Massimo Ganci con 8 reti e il "vecchio" Marco Branca autore di 7 reti in 17 partite.

## Rosa
| N. |                                 | Ruolo | Calciatore                  |
| -- | ------------------------------- | ----- | --------------------------- |
| 1  | Italia (bandiera)               | P     | Alessandro Cesaretti        |
| 1  | Italia (bandiera)               | P     | Gabriele Aldegani           |
| 2  | Italia (bandiera)               | D     | Paolo Cozzi                 |
| 3  | Italia (bandiera)               | D     | Vincenzo Esposito           |
| 4  | Italia (bandiera)               | D     | Gianpaolo Castorina         |
| 5  | Italia (bandiera)               | D     | Davide Belotti              |
| 6  | Italia (bandiera)               | C     | Alberto Colombo             |
| 7  | Italia (bandiera)               | C     | Vincenzo Mazzeo             |
| 7  | Italia (bandiera)               | C     | Nicola Zanini               |
| 8  | Italia (bandiera)               | C     | Valter Bonacina             |
| 9  | Italia (bandiera)               | A     | Marco Branca                |
| 10 | Italia (bandiera)               | A     | Gianluca Triuzzi            |
| 10 | Italia (bandiera)               | C     | Marco Sgrò                  |
| 11 | Italia (bandiera)               | C     | Oscar Damiani               |
| 12 | Belgio (bandiera)               | P     | Jean François Gillet        |
| 12 | Italia (bandiera)               | P     | Ivan Aiardi                 |
| 13 | Bosnia ed Erzegovina (bandiera) | P     | Marko Topić                 |
| 14 | Italia (bandiera)               | C     | Franco Florio               |
| 15 | Italia (bandiera)               | C     | Daniele Buriani             |
| 16 | Italia (bandiera)               | D     | Davide Deicco               |
| 17 | Italia (bandiera)               | D     | Giovanni Giuseppe Di Meglio |
| 17 | Italia (bandiera)               | D     | Andrea Citterio             |
| 18 | Italia (bandiera)               | D     | Alberto Comazzi             |
| 19 | Italia (bandiera)               | D     | Niccolò Rossi               |

| N. |                      | Ruolo | Calciatore             |
| -- | -------------------- | ----- | ---------------------- |
| 20 | Italia (bandiera)    | C     | Pier Giovanni Rutzittu |
| 21 | Italia (bandiera)    | A     | Massimo Ganci          |
| 22 | Italia (bandiera)    | P     | Luca Redaelli          |
| 23 | Italia (bandiera)    | A     | Alessandro Iannuzzi    |
| 24 | Italia (bandiera)    | C     | Christian Lantignotti  |
| 25 | Nigeria (bandiera)   | A     | Emeka Jude Ugali       |
| 26 | Italia (bandiera)    | D     | Massimo Susic          |
| 26 | Italia (bandiera)    | A     | Daniele Degano         |
| 27 | Italia (bandiera)    | A     | Fabio Valsesia         |
| 27 | Italia (bandiera)    | D     | Cristian Maggioni      |
| 28 | Italia (bandiera)    | C     | Mauro Briano           |
| 29 | Nigeria (bandiera)   | A     | Mohammed Aliyu Datti   |
| 30 | Italia (bandiera)    | D     | Luca Percassi          |
| 31 | Italia (bandiera)    | P     | Daniele Mandelli       |
| 32 | Italia (bandiera)    | C     | Nicola Cunsolo         |
| 34 | Italia (bandiera)    | A     | Davide Mazzini         |
| 35 | Italia (bandiera)    | C     | Luca Baldo             |
| 36 | Italia (bandiera)    | D     | Cesare Natali          |
| 38 | Italia (bandiera)    | C     | Marco Colombo          |
| 55 | Argentina (bandiera) | C     | Marcelo Ledesma        |
| 76 | Italia (bandiera)    | P     | Alex Calderoni         |
| 77 | Argentina (bandiera) | C     | Diego Hernan Righetti  |
| 83 | Italia (bandiera)    | C     | Diego Daldosso         |

## Risultati

### Campionato

#### Girone di andata
| Arbitro: | Serena (Bassano del Grappa) |

|                        |           |                                 |
| Branca 34’ Damiani 47’ | Marcatori | 39’, 57’ Rukavina 62’ Di Napoli |

| Arbitro: | Dondarini (Finale Emilia) |

|           |           |  |
| Russo 65’ | Marcatori |  |

| Arbitro: | De Santis (Tivoli) |

|            |           |  |
| Branca 14’ | Marcatori |  |

| Arbitro: | Palmieri (Cosenza) |

|             |           |                            |
| Palumbo 65’ | Marcatori | 16’ Lantignotti 54’ Branca |

| Arbitro: | Soffritti (Ferrara) |

|            |           |  |
| Pavone 55’ | Marcatori |  |

| Arbitro: | Tombolini (Ancona) |

|                            |           |                                    |
| Branca 50’ Lantignotti 83’ | Marcatori | 36’ Pinga 81’ Ferrante 85’ Semioli |

| Arbitro: | Zaltron (Bassano del Grappa) |

|                           |           |           |
| F.J. Modesto 1’ Villa 44’ | Marcatori | 60’ Aliyu |

| Arbitro: | Pieri (Genova) |

|              |           |  |
| Bonacina 43’ | Marcatori |  |

| Arbitro: | Preschern (Mestre) |

|                                                 |           |            |
| Schenardi 7’, 54’ Borgobello 11’ A. Carbone 30’ | Marcatori | 21’ Mazzeo |

| Arbitro: | Pirrone (Messina) |

|  |           |             |
|  | Marcatori | 67’ Cyprien |

| Arbitro: | Palmieri (Cosenza) |

|                                   |           |                 |
| Carparelli 85’, 90+4’ Stroppa 90’ | Marcatori | 75’ Lantignotti |

| Arbitro: | Serena (Bassano del Grappa) |

|           |           |            |
| Ganci 79’ | Marcatori | 51’ Caccia |

| Arbitro: | Palmieri (Cosenza) |

|                                               |           |           |
| A. Pagano 16’ A. Morello 76’ Tiribocchi 90+2’ | Marcatori | 84’ Ganci |

| Arbitro: | Trefoloni (Siena) |

|                        |           |            |
| Lantignotti 83’ (rig.) | Marcatori | 52’ Fanesi |

| Arbitro: | Zaltron (Bassano del Grappa) |

|                                                                           |           |            |
| Manfredini 33’ De Cesare 36’ Corini 41’ (rig.), 79’ (rig.) B. Corradi 53’ | Marcatori | 32’ Branca |

| Arbitro: | Pieri (Genova) |

|  |           |               |
|  | Marcatori | 56’ Dell'Anno |

| Arbitro: | Dondarini (Finale Emilia) |

|                                                    |           |                         |
| Bresciano 10’ Iacopino 52’ Maccarone 75’ Budan 89’ | Marcatori | 66’ Rutzittu 68’ Branca |

| Arbitro: | Gabriele (Frosinone) |

|  |           |                                                  |
|  | Marcatori | 35’ Vergassola 45’ (rig.), 73’ Flachi 77’ Vasari |

| Arbitro: | Tombolini (Ancona) |

|                                  |           |            |
| Bizzarri 21’ Zini 77’ Baiano 80’ | Marcatori | 59’ Zanini |

#### Girone di ritorno
| Arbitro: | Collina (Viareggio) |

|                                                            |           |            |
| Marasco 59’ Di Napoli 61’ Maniero 69’ (rig.) Valtolina 80’ | Marcatori | 87’ Zanini |

| Arbitro: | Preschern (Mestre) |

|            |           |              |
| Branca 55’ | Marcatori | 40’ M. Vieri |

| Arbitro: | Nucini (Bergamo) |

|                             |           |  |
| Di Michele 45’ Palmieri 74’ | Marcatori |  |

| Arbitro: | Palmieri (Cosenza) |

|          |           |  |
| Sgrò 81’ | Marcatori |  |

| Arbitro: | Dondarini (Finale Emilia) |

|                                        |           |                                |
| Zanini 34’ Natali 40’ Ganci 87’, 90+2’ | Marcatori | 9’ Savoldi 58’ (rig.) Zampagna |

| Arbitro: | Zaltron (Bassano del Grappa) |

|                      |           |                 |
| Schwoch 40’ Mora 48’ | Marcatori | 25’ Lantignotti |

| Arbitro: | Dondarini (Finale Emilia) |

|              |           |  |
| Maggioni 80’ | Marcatori |  |

| Arbitro: | Pirrone (Messina) |

|  |           |            |
|  | Marcatori | 72’ Florio |

| Arbitro: | De Santis (Tivoli) |

|           |           |           |
| Aliyu 48’ | Marcatori | 69’ Benin |

| Arbitro: | Palmieri (Cosenza) |

|                         |           |                |
| Di Vicino 85’ Reggi 87’ | Marcatori | 90+3’ Rutzittu |

| Arbitro: | Paparesta (Bari) |

|            |           |                                                  |
| Zanini 88’ | Marcatori | 4’, 6’, 48’ (rig.) Francioso 53’, 63’ Carparelli |

| Arbitro: | Pirrone (Messina) |

|           |           |  |
| Tosto 50’ | Marcatori |  |

| Arbitro: | Serena (Bassano del Grappa) |

|           |           |                                |
| Aliyu 33’ | Marcatori | 28’ Sciaccaluga 54’ Tiribocchi |

| Arbitro: | Pirrone (Messina) |

|                                  |           |  |
| Pizzi 53’ (rig.) Rocchi 55’, 74’ | Marcatori |  |

| Arbitro: | Morganti (Ascoli Piceno) |

|          |           |                                        |
| Ganci 7’ | Marcatori | 54’ F. Cossato 74’ Barone 86’ Eriberto |

| Arbitro: | Palmieri (Cosenza) |

|                                |           |                           |
| Corrado 10’ Tentoni 73’ (rig.) | Marcatori | 5’, 59’ Damiani 33’ Ugali |

| Arbitro: | Pellegrino (Barcellona Pozzo di Gotto) |

|  |           |                |
|  | Marcatori | 58’ Marchionni |

| Arbitro: | Gabriele (Frosinone) |

|                                                |           |                      |
| Possanzini 14’ Luiso 22’ Flachi 56’ Casale 82’ | Marcatori | 30’ Ganci 71’ Degano |

| Arbitro: | Morganti (Ascoli Piceno) |

|                           |           |                     |
| Degano 31’, 54’ Ganci 52’ | Marcatori | 85’ (rig.) Bizzarri |

### Coppa Italia
| Arbitro: | Castellani (Verona) |

|  |           |                  |
|  | Marcatori | 39’ A. Lucarelli |

| Arbitro: | Cassarà (Palermo) |

|                  |           |           |
| Cerbone 21’, 68’ | Marcatori | 90’ Ganci |

| Arbitro: | Pieri (Genova) |

|            |           |              |
| Mazzeo 10’ | Marcatori | 25’ D. Russo |